# Ivo Macek
Ivo Macek (* 10. srpna 1985 Třebíč) je český geolog, mineralog, ředitel Přírodovědeckého muzea Národního muzea v Praze (2015–2022), ředitel Muzea Prahy od roku 2022, v roce 2024 zakladatel a předseda spolku Ředitelé muzeí a galerií VIZE 2030+, z. s.

## Vzdělání a kariéra
Vystudoval Přírodovědeckou fakultu Masarykovy univerzity a Fakultu managementu a ekonomiky Univerzity Tomáše Bati ve Zlíně.

### Přírodovědné muzeum Národního muzea
Původně pracoval jako ekonom a bankéř, od roku 2011 byl pak vědecko-výzkumným pracovníkem Mineralogicko-petrologického oddělení Národního muzea. V letech 2015 až 2022 pracoval v Národním muzeu na úrovni středního managementu jako ředitel Přírodovědeckého muzea, které je jedním z 11 odborů NM. V té době Národní muzeum v letech 2021–2023 otevřelo mimo jiné i nové dlouhodobé expozice Dějiny, Dějiny 20. století, Okna do pravěku, Zázraky evoluce a Dětské muzeum.

### Muzeum Prahy
V roce 2022 vybrán ve výběrovém řízení na pozici ředitele Muzea Prahy mimo jiné s cílem proměny muzea včetně změny vizuální identity . V roce 2024 prošlo Muzeum Prahy změnou vizuální identity včetně loga. Hlavní budova Muzea Prahy na Florenci prochází od roku 2020 rekonstrukcí, otevření je plánováno na rok 2025 . Návštěvnost všech ostatních objektů muzea v roce 2023 dosáhla 62.761 návštěvníků. Nejnavštěvovanější byl v roce 2023 dle výroční zprávy muzea objekt Dům U Zlatého prstenu .
V roce 2024 začal s projektem rekonstrukce Desfourského paláce v Praze (oblast Florence), na kterou poskytlo finanční prostředky hlavní město Praha. Projekt má vytvořit multifunkční science centrum muzejního typu. Projekt je navrhován ve spolupráci s týmem odborníků a architektů v rámci revitalizace oblasti Florenc21.

### Spolek Vize 2030+
V roce 2024 založil spolek Ředitelé muzeí a galerií VIZE 2030+, z. s. sdružující ředitele a ředitelky muzeí a galerií v rámci ČR.